# Skin (Kurzfilm)
Skin ist ein 2018 veröffentlichter Kurzfilm von Guy Nattiv. Der Film wurde 2019 mit dem Oscar für den besten Kurzfilm ausgezeichnet. 

## Handlung
Nachdem sie einen Tag an einem See mit ihren White-Supremacy-Freunden verbracht haben, fahren Jeffrey und Christa mit ihrem Sohn Troy nach Hause. Bei einem Zwischenstopp bei einem Supermarkt ist der Schwarze Jaydee an der Kasse freundlich zu Troy, was in Gewalt eskaliert. Jeffreys Freunde schlagen auf dem Parkplatz Jaydee zusammen. Anschließend wird Jeffrey von einer Gruppe Schwarzer entführt. Die Entführer tätowieren seine Haut schwarz. Als er nach Hause kommt erschießt Troy, dem Jeffrey beigebracht hatte, eine Waffe zu benutzen, seinen schwarz aussehenden Vater.

## Hintergrund
Nattiv entwickelte aus dem Kurzfilm heraus den Spielfilm Skin. Dabei ist der Kurzfilm keine Zusammenfassung des Spielfilms wie bei Damien Chazelles Whiplash (2014), sondern eine eigenständige Erzählung. Nach Auffassung Guy Nattivs erzählt der Kurzfilm die düstere Seite von Rassismus, während der Spielfilm als Spiegelbild die Geschichte einer Erlösung vom Rassismus sei.
Bei der Dankrede bei der Oscar-Verleihung fasste Nattiv zusammen, dass seine Großeltern Holocaust-Überlebende seien. Dieselbe Fremdenfeindlichkeit, die sie erlebt hätten sei noch überall in Europa und Amerika um uns. In seinem Kurzfilm gehe es darum, seinen Kindern Besseres beizubringen.
Er erklärte in einer Pressekonferenz nach der Verleihung, bei der er auch die Veröffentlichung von dem Langfilm Skin ankündigte, dass er nicht denke, dass er eine politische Botschaft vermittle. Es gehe um die Erziehung der nächsten Generation und den Zyklus von Rassismus. Der Kurzfilm Skin sei getragen von dem jüdischen Thema der Sünden der Vorfahren. Motiviert worden sei der Film durch wachsende Fremdenfeindlichkeit in Israel, Israel sei ein Mikrokosmos der Vereinigten Staaten. Es gäbe dort allerdings keine Neonazis. Hätte er den Film in Israel gedreht, dann wäre der  Kurzfilm über Juden und Araber oder Aschkenasim und  Mizrachim. Bereits vor der Verleihung sagte Nattiv, dass er sich als Jude seit dem Angriff auf die Synagoge in Pittsburgh 2018 in den USA allerdings weniger sicher fühle.

## Rezeption
Vikas Yadav urteilte für die UK Film Review, dass der Film klar zeige, wie die elterliche Sorge über die Psychologie des Kindes entscheide. Sie entscheide, ob das Kind später eine Waffe oder eine Blume zum Abschlussball mitbringe.
Für Slate schrieb Jeffrey Bloomer, dass nicht der Oscar für Green Book – Eine besondere Freundschaft die peinlichste Preisverleihung bei der Oscarverleihung 2019 gewesen sei, sondern der Oscar für Skin. Es sei eine idiotische Parabel über rassistische Gewalt. Es sei so atemberaubend vulgär, dass die Zuschauer im Kino, wo Bloomer den Kurzfilm sah, lachten als der Film vorbei war.